# Бакре, Теджас
Теджас Бакре (англ. Tejas Bakre; род. 12 мая 1981) — индийский шахматист и шахматный тренер, гроссмейстер (2004).

## Основные достижения
На юношеском уровне Теджас, родившийся в 1981 году, добился наиболее значительных успехов 17 лет спустя, за восемь месяцев 1998 года завоевав три золотые медали — на юниорском чемпионате Азии в Раште (Иран), на Всемирных юношеских играх в Москве и на суб-юниорском чемпионате Азии в Бомбее.
На взрослом уровне Бакре в 2003 году выступил в составе 2-й сборной Индии на командном чемпионате Европы по шахматам, набрав 2,5 очка в пяти встречах, а в следующем году удостоился звания гроссмейстера, став 11-м гроссмейстером в Индии. Он стал победителем клубного чемпионата Индии 2010 года в составе команды «Air India», выигравшей все свои матчи. Позже, в 2017 году, Бакре стал бронзовым призёром чемпионата Британского содружества в индивидуальном зачёте.

## Изменения рейтинга
| Графики недоступны из-за технических проблем. См. информацию на Фабрикаторе и на mediawiki.org. |